# Bühne (Publikum)

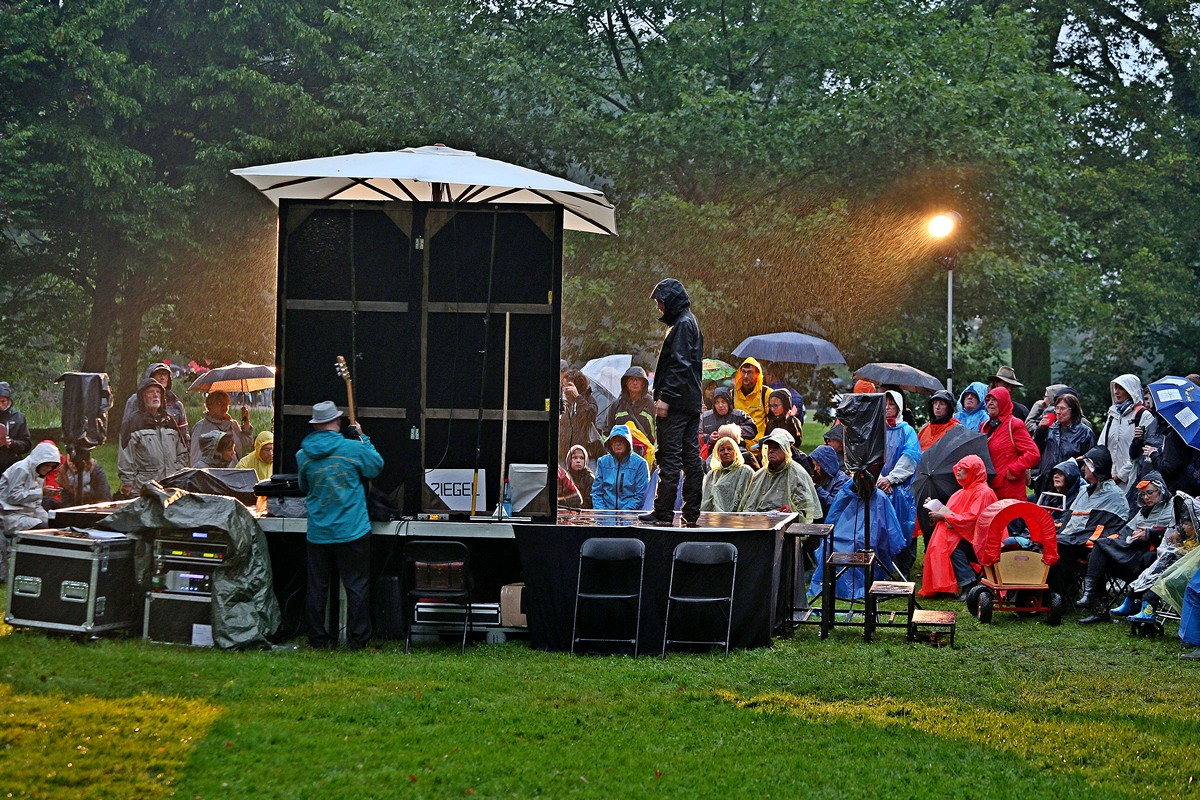
Bühne und Publikum im Regen

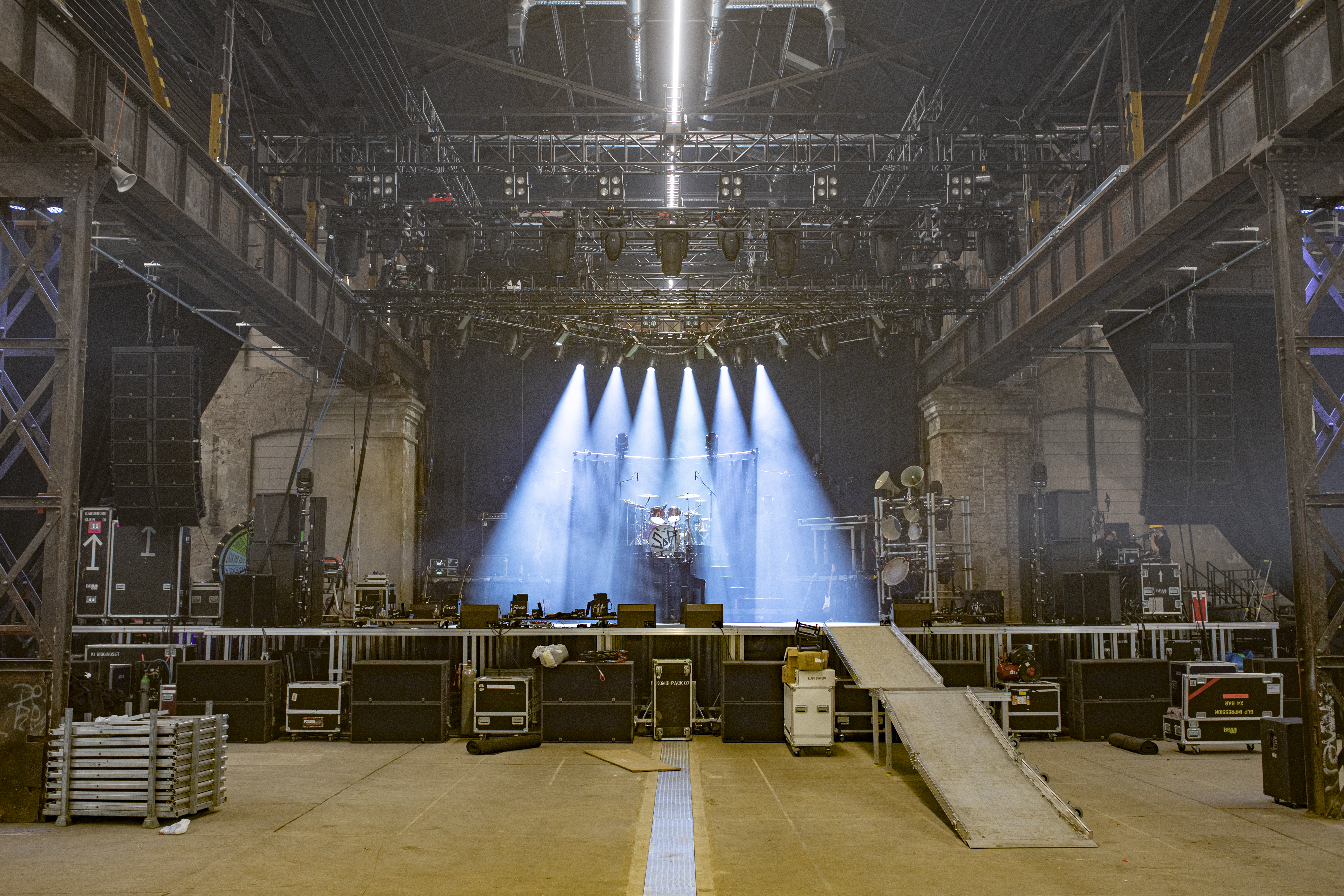
Eine Konzertbühne aus dem Zuschauerraum fotografiert

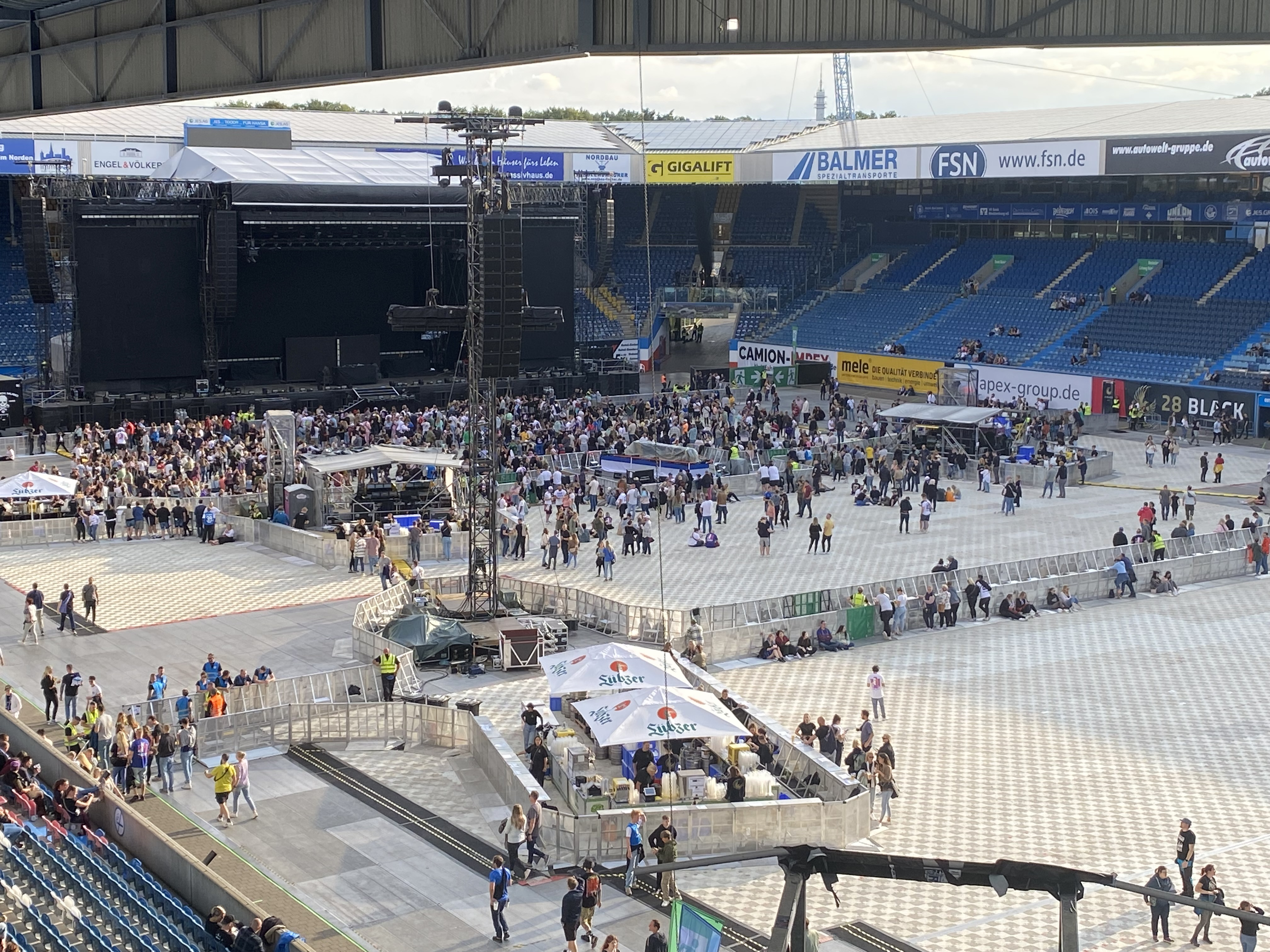
Konzertbühne im Ostseestadion (2023)

Eine (Publikums-)Bühne oder in speziellen Fällen auch Podium genannt ist ein meist öffentlicher Raum vor einem Publikum, auf dem Darbietungen und Veranstaltungen verschiedener Art stattfinden können. Dabei ist die Bühne in der Regel ein Bauwerk, das höher als der Zuschauerraum liegt. Allerdings ist dies nicht unbedingt notwendig, da es oft auch ebenerdige Bühnen gibt. Allgemein kann eine Bühne daher auch ein größerer freier Raum vor einem Zuschauerraum sein.

## Wortherkunft
Der Begriff Bühne stammt aus dem Mittelhochdeutschen und meint ursprünglich wohl ein Brettergerüst.

## Formen
Die Variationsbreite von Bühnen ist theoretisch unbegrenzt. Dabei gibt es unter anderem Bühnen drinnen und draußen, überdachte und nicht überdachte Bühnen, sowie mobile und festinstallierte Bühnen. Manche Bühnen sind ebenerdig, wobei die meisten Bühnen oft mehr oder weniger deutlich höher sind als der Publikumsraum – zumindest die ersten Reihen –. Insbesondere eine Modenschau findet in der Regel auf einem Laufsteg statt. Dabei handelt es sich um  eine in den Zuschauerraum hineinragende bzw. das Publikum meist U-förmig umgebende Bühne. Diese Form findet in neuerer Zeit oft bei großen Pop-Konzerten Verwendung.
Als eine Unterart der Bühne kann der besonders in christlichen Kirchen stets anzutreffende Altar-Raum angesehen werden, von wo der Pastor unter anderem die Heilige Messe vor den anwesenden Gläubigen zelebriert.
Die häufigsten Formen von Bühnen sind zum Beispiel:
- Theater-Bühne
- Amphitheater-Bühne (in der Antike)
- Freilichtbühne
- Seebühne
- Podium
- Laufsteg
- Altarraum

## Darbietungs- und Veranstaltungsformen auf einer Bühne
Auf einer Bühne können theoretisch Darbietungen bzw. Veranstaltungen aller Art stattfinden. Ein wesentliches Kriterium dabei ist allerdings die Anwesenheit oder zumindest die Möglichkeit der Anwesenheit von Publikum.
Am häufigsten findet man eine Bühne in folgenden Bereichen:
- Schauspiel
- Oper
- Operette
- Konzert
- Straßenmusiker
- Kabarett
- Stand-up-Comedy
- Fernsehshow
- Shows aller Art
- Modenschau (hier heißt die Bühne Laufsteg)
- Festakten
- Podiumsdiskussion (Bühne = Podium)
- Autorenlesungen
- Vorlesungen in einem Hörsaal

- Reden im Wahlkampf
- Reden bei Demonstrationen
- Reden auf einer Tagung
- Reden auf Versammlungen

- Heilige Messen (Bühne = Altarraum)